# Romdhane Bey
Romdhane Bey El Mouradi, assassiné en mars 1699, est bey de Tunis de 1696 à 1699. Il est rattaché à la dynastie des Mouradites.
Dernier fils de Mourad II Bey, il succède à son frère Mohamed Bey El Mouradi le 14 octobre 1696. Avant son accession au pouvoir, il reste à l'écart des troubles de successions appelées « Révolutions de Tunis », auxquels prennent part ses frères aînés Mohamed Bey et Ali Bey.
Préférant les plaisirs de la vie à ceux du pouvoir, il laisse son mamelouk Mazhud, renégat d'origine napolitaine et musicien émérite, gérer les affaires de l'État et sort rarement de son palais de Dar El Bey. Son neveu, Mourad III Bey, finit par le déposer puis ordonne son assassinat en mars 1699. Il prend le pouvoir de la milice turque et se fait rapidement élire par le diwan.
L'église anglicane Saint-Georges à Tunis est construite sur son ordre vers 1696 pour y inhumer la dépouille de sa mère Marie, d'origine italienne et de culte protestant,.